# Эксперимент (выставочный зал)
Выставочный зал «Эксперимент» — единственный на Юге России специализированный выставочный зал для фотографов, находящийся в Ростове-на-Дону. Существовал с 1987 по 2010 год.

## История
До 1986 года на месте Выставочного зала «Эксперимент» находилось питейное заведение. Выставочный зал был основан и открыт известным ростовским журналистом, председателем фотоклуба «Дон» Б. И. Быковым в 1987 году. Оформление интерьера выполнил художник Андрей Ильницкий. «Эксперимент» был постоянным местом проведения фотовыставок, фотоконкурсов и персональных экспозиций. Средний срок работы экспозиции составлял около 3 недель. Выставочные площади «Эксперимента» позволяли одновременно экспонировать около 100 работ форматом до 50х60 см.
С 2006 года выставочный зал «Эксперимент» обещали закрыть в связи с сносом и строительством нового здания.
Как выяснилось осенью 2010 года, ещё в 2005 году было подписано постановление мэра Ростова-на-Дону «О предварительном согласовании места размещения подземной парковки с универсальными помещениями общественного назначения…».
Последней экспозицией перед закрытием «Эксперимента» стала персональная фотовыставка «Мир в цвете и без» фотохудожника С. П. Крюкова, посвящённая фестивалю свободного искусства «Пустые холмы» (июль-август 2010). Через две недели после выставки «Мир в цвете и без» состоялся прощальный вечер при свечах.
В сентябре 2010 года Выставочный зал «Эксперимент» закончил своё существование. Здание снесли. На его месте будут строить многоуровневую парковку. Выделение нового помещения для Выставочного зала «Эксперимент» не предусмотрено.
Областной открытый XXVI-ой конкурс «Фотомодель Дона 2010» (фотовыставка), 25 лет проходивший в выставочном зале «Эксперимент», 23 декабря 2010 года открылся в Донской государственной публичной библиотеке.

## Наиболее известные выставки
- 1991 — «Василий Слепченко». Василий Слепченко.
- 2002 ─ «Виды городов мира с высоты 1 м. 75 см.». Михаил Басов, Наталья Басова[8].
- 2009 — «Бумажный вандализм 1999—2009». Сергей Сапожников.
- 2010 — «Мир в цвете и без». Сергей Крюков.

## Возрождение выставочного зала
Для реинкарнации выставочного зала мэрия предоставила в 2012 году ростовским фотографам помещение бывшего продуктового магазина. Рабочее название будущего центра — «ББЦ (Эксперимент)» или «Борис Быков Центр», в честь основателя старого зала Бориса Быкова. Последний директор уничтоженного выставочного зала Сергей Голюдов в декабре 2012 года информировал прессу о том, что уже завершены начальные работы по расчистке помещения и вывозу мусора, готова строительная смета, продолжается сбор средств и идей для нового «Эксперимента». Сумма общестроительных работ будет составлять около 2 миллионов рублей.